# Carl David Goette-Luciak
Carl David Goette-Luciak es un periodista austriaco-estadounidense. Carl ha colaborado con medios como el diario británico The Guardian y The Washington Post, y estuvo radicado por tres años en Nicaragua.

## Carrera
Goette-Luciak fue víctima de una campaña selectiva de acoso en línea y amenazas de partidarios de Daniel Ortega, en particular en sitios web como MintPress News y The Grayzone), y fue víctima de doxeo, siendo su dirección publicada en línea.Dicha campaña fue denunciada por el Comité para la Protección de los Periodistas. Al igual que Tim Rodgers, un reportero estadounidense obligado a abandonar Nicaragua en abril de 2018, Goette-Luciak fue acusado por agentes de la ley de trabajar para la Agencia Central de Inteligencia (CIA) y fue deportado posteriormente. Un agente de policía sostuvo que lo expulsaban del país por asistir a protestas ilegales y distribuir información falsa.